# Mauront
Mauront (Maurontus) o Mauronci (Maurontius) (vers 720- després del 739) fou un dels ducs i patricis que hi havia al regne de Borgonya sota Carles Martell, que va viure a la primera meitat del segle viii, que va organitzar una conspiració borgonyona per independitzar el regne de la nissaga del duc i majordom de palau Carles Martell i el seu home de confiança al territori, el patrici Abbó de Besançon, seguint les passes que 20 anys ans havia iniciat el patrici Antenor de Provença. És esmentat per la crònica de Fredegari amb títol de dux, residint a Marsella, i es creu que era parent de l'antic majordom de palau de Nèustria Warattó. També l'esmenta la Crònica de Fontanelle i els Annales Metenses. La base del seu poder era Provença mentre el duc Abbó representava els interessos dels grans senyors de Borgonya fidels als pipínides i els de la seva pròpia família, els waldelens (descendents de Waldelè) de Besançon, que controlaven els passos cap a Itàlia per Susa, Gap i Embrun. Mauront va portar al seu bàndol a la major part dels senyor de Provença, des de Lió a la mar Mediterrània i dels Alps al Roine. Vers el 733 la rebel·lió estava preparada quan Carles Martell, que acabava de rebutjar als musulmans i s'havia aliat amb Eudes I d'Aquitània, va rebre informacions dels fets, va anar a la zona i va nomenar alguns governador fidels especialment el de Lió, retornant a la cort pensant que tenia la situació dominada.
No era així, perquè el cap dels conspiradors, Mauront, va fer un pacte amb el valí sarraï de Narbona Yússuf ibn Abd-ar-Rahman al-Fihrí, al que es va comprometre a cedir Avinyó i altres llocs a la riba esquerra del Roine a canvi del seu ajut contra Carles Martell; Yussúf va ocupar Arles, Avinyó i Lió on va establir guarnicions i a final del 735 els musulmans dominaven les dues ribes del Roine entre la desembocadura i la ciutat de Lió. El valí de l'Àndalus Uqba ibn al-Hajjaj as-Salulí (734-741) estava disposat a portar la guerra a Ifrandj (França) i planejava atacar per la zona de la Garona i cap al Loire al mateix temps que Yússuf ho feia pel Roine. Però Carles Martell va accelerar la pau amb els vascoaquitans del duc Hunald I i va entrar al regne de Borgonya per la vall del Roine derrotant a Yússuf quan Uqba encara no havia acabat els seus preparatius (segurament el 736). Mauront va haver de restar a Marsella intimidat per la presència de l'exèrcit reial. Llavors Carles va haver de tornar a Austràsia on els saxons s'havien revoltat.
Només sortir el rei de Borgonya, el duc Mauront i els seus partidaris es van aixecar en armes complint amb el tractat secret concertat amb els musulmans, i els van entregar Avinyó i segurament Arle, que si bé s'hauria rendit per un acord, fou saquejada pels sarraïns. Després de creuar la barrera del Roine els musulmans es van estendre cap a Usès, Vivièrs, Valença, Viena del Delfinat, Lió i altres viles. Devic i Vaisette fixen en quatre anys el temps que van durar aquestes devastacions (que serien segons ells del 733 al 736, però més probablement del 734 a 737). les cròniques contemporànies diuen que per arreu es veien esglésies destruïdes, monestirs arruïnats, viles i cases saquejades i castells derruïts a més de gran nombre de persones massacrades. Es pensa que fou en aquestos quatre anys que fou destruït el monestir de Lérins i foren martiritzats uns 500 religiosos; els sarraïns van devastar les ribes del Roine i fins al Saône.
Carles Martel, al corrent de la devastació va aturar la guerra als saxons i va reunir ràpidament un exèrcit de francs i borgonyons i altres aliats i va sortir la primavera següent (possiblement la primavera del 737). Va destacar una avantguarda manada pel seu germanastre el duc Khildebrand i altres generals. La guarnició àrab de Lió, que no esperava als francs, es va retirar cap a Avinyó, principal fortalesa musulmana perseguits pels francs. Carles seguia al darrere i quan va arribar Avinyó fou assetjada, cremada i conquerida i els defensors foren massacrats, dominant els francs tota la riba esquerra del Roine entre Lió i el Durance. Carles va creuar el Roine i va entrar a la Septimània musulmana creuant el país sense oposició, arribant davant de Narbona que va assetjar. Vegeu setge de Narbona (737).
Mauront i els seus partidaris haurien mantingut la revolta fins al 739 segons la crònica de Fredegari, fins que foren derrotats decisivament prop d'Avinyó (739). Mauront es va refugiar als Alps i no se'l torna a esmentar.
El 780 apareix un bisbe de Marsella amb el mateix nom Mauront però no se sap si pertanyia a la mateixa família del duc.